# Wukesong Baseball Field
Wukesong Baseball Field – nieistniejący już stadion baseballowy w Pekinie, stolicy Chin. Powstał jako tymczasowy obiekt, w celu organizacji zawodów baseballowych podczas Letnich Igrzysk Olimpijskich 2008. Obiekt mógł pomieścić 12 000 widzów. Obok głównego stadionu znajdował się również mniejszy stadion o pojemności 3000 widzów (na którym także rozgrywano mecze podczas igrzysk olimpijskich) oraz boisko treningowe.

## Historia
Oficjalne rozpoczęcie budowy obiektu miało miejsce 22 grudnia 2005 roku. Stadion budowano z myślą o Letnich Igrzyskach Olimpijskich 2008, w trakcie których miał być on areną zawodów baseballowych. Obiekt powstawał tuż obok hali Wukesong Arena, budowanej również z myślą o igrzyskach olimpijskich, w przeciwieństwie do niej miał być to jednak tylko obiekt tymczasowy. Zakończenie budowy areny baseballowej miało miejsce 12 sierpnia 2007 roku.
Główny stadion mógł pomieścić 12 000 widzów. Tuż obok niego znajdował się mniejszy stadion baseballowy o pojemności 3000 widzów. Obydwa obiekty gościły mecze turnieju baseballowego podczas igrzysk olimpijskich. Całości dopełniało dodatkowe boisko do baseballa, przeznaczone wyłącznie do treningów. Łącznie cały kompleks zajmował powierzchnię 12 tys. m².
Przed igrzyskami olimpijskimi na obiekcie odbyły się imprezy testowe, tzw. „Good Luck Beijing”. W dniach 15–16 marca 2008 roku obiekt gościł także dwa przedsezonowe spotkania sparingowe amerykańskich zespołów MLB (tzw. MLB China Series), Los Angeles Dodgers i San Diego Padres.
W dniach 13–23 sierpnia obiekt był areną turnieju baseballa w ramach Letnich Igrzysk Olimpijskich 2008. Wszystkie mecze turniejowe rozegrano na terenie kompleksu baseballowego Wukesong, część odbyło się na stadionie głównym, a część na położonym tuż obok mniejszym stadionie z trybunami na 3000 widzów. Wśród ośmiu drużyn zakwalifikowanych do turnieju olimpijskiego triumfowała reprezentacja Korei Południowej. Srebrne medale zdobyła Kuba, a brązowe Stany Zjednoczone. Zgodnie z decyzją MKOl-u, który wykluczał baseball z programu kolejnych igrzysk olimpijskich, miał być to ostatni turniej baseballa rozgrywany podczas olimpiady. Dyscyplina ta powróciła jednak do programu olimpijskiego podczas igrzysk Tokio 2020.
Ponieważ obiekt powstał jedynie jako arena tymczasowa, na przełomie 2008 i 2009 roku dokonano jego rozbiórki by zrobić miejsce pod centrum handlowe, choć lokalni działacze baseballa czynili starania, by zachować go na dłużej.